# Artazostra
Artazostra (perz. Arta-zausri) je bila perzijska princeza, kći vladara Darija Velikog i Aristone, kćeri Kira Velikog.
Prema grčkom povjesničaru Herodotu, Artazostra se udala za Mardonija (Gobriasovog sina), neposredno prije nego što je 492. pr. Kr. preuzeo zapovjedništvo nad perzijskom vojskom u Skudri (Trakiji) i Makedoniji. Artazostra se također spominje u dokumentima iz 498. pr. Kr. pronađenim u Perzepolisu, kao „žena Mardonija, kćer kralja“ kojoj je zajedno s Gobriasom i njegovom ženom (Radušnamuya ili Ardušnamuya) isplaćena svota za putovanje. Drugi oblik prijevoda tvrdi kako je Radušnamuya zapravo bila anonimna Mardonijeva žena. Mardonije i Artazostra imali su sina Artonta.

## Poveznice
- Perzijsko Carstvo
- Ahemenidi
- Darije Veliki
- Mardonije

## Vanjske poveznice
- M. Brosius: „Žene u antičkoj Perziji“ (Women in Ancient Persia), Clarendon Press, Oxford, 1998.
- Enciklopedija Iranica: „Artazostra“ (Artazostre), autor: J. Kellens  Arhivirana inačica izvorne stranice od 16. studenoga 2007. (Wayback Machine)
- Mardonije (Livius.org, Jona Lendering)  Arhivirana inačica izvorne stranice od 26. listopada 2008. (Wayback Machine)
- D. Lewis: „Perzijanci kod Herodota“ (Persians in Herodotus), u knjizi Selected Papers in Greek and Near Eastern History, str. 345.-362., Cambridge University Press, 1997.